# بلاله

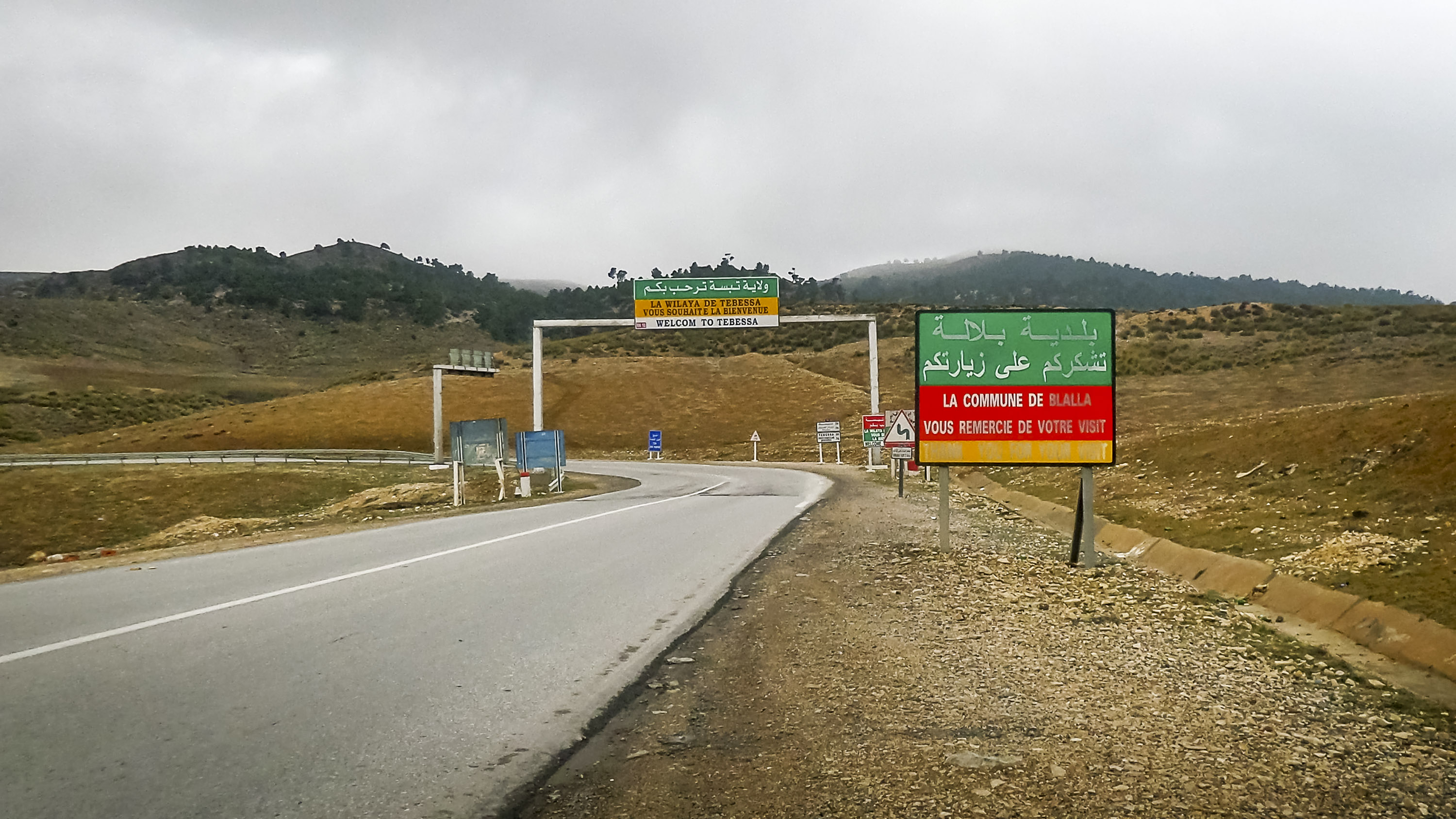
بلاله

بلاله (به عربی: البلالة) یک شهرداری در الجزایر است که در استان ام‌البواقی واقع شده‌است.